# نموذج صلب خطي معياري
النموذج الصلب الخطي المعياري (بالإنجليزية: Standard Linear Solid model)‏ والمعروف بنموذج زينر، وهو طريقة لنمذجة سلوك المواد المرونية اللزوجية باستخدام دمج خطي للنابض تعبر باستخدام المخمد (Dashpot) للتعبير عن مركبة اللزوجة و النابض للتعبير عن المرونة. وهو شبيه بنموذج مواد كلفن فويغت ونموذج مواد ماكسويل, واللذان لا يؤمنان التمثيل الكافي للمواد الحقيقية. فنموذج ماكسويل لا يصف الزحف، ونموذج كلفن فويغت لا يصف استرخاء الإجهاد. النموذج الصلب الخطي المعياري هو أبسط نموذج يصف كلا الظاهرتين.

## تعريف النموذج
إن المواد التي تتعرض للإجهاد يتم تمثيلها عادة بمكونات ميكانيكية، مثل النوابض والمخمد. بوصل النابض والمخمد على التسلسل يعطي نموذج مواد ماكسويل بينما وصل النابض والمخمد على التوازي يعطينا نموذج نموذج مواد كلفن فويغت. وعلى عكس من نموذج ماكسويل ونموذج كلفن فويغت، فإن النموذج الصلب الخطي المعياري أكثر تعقيدا، ويتضمن عناصر مرتبطة على التسلسل وعلى التوازي. النوابض التي تمثل العناصر المرنة من المواد المرنة اللزجة تخضع لقانون هوك:
{\displaystyle {\sigma _{S}}=E*\epsilon _{S}}
حيث σ الإجهاد المطبق، وE معامل يونغ للمادة، و ε الانفعال. يمثل النابض الجزء المرن من استجابة النموذج. يمثل المخمد الجزء المرن اللزج من المادة. يتفاوت الإجهاد المطبق في هذه الأجزاء مع المعدل الزمني لتغير الإجهاد:
{\displaystyle {\sigma _{D}}={\eta }*{\frac {d\epsilon _{D}}{dt}}}
حيث أن η لزوجة المخمد.
هذه العناصر موصولة كما في الصورة جانبا:

نموذج صلب خطي معياري

يتألف هذا النموذج من جملتين موصولتين على التوازي. أول جملة، تسمى ذراع ماكسويل، تحتوي نابض ({\displaystyle E=E_{2}}) ومخمد (لزوجته {\displaystyle \eta }) موصولة على التسلسل. تحتوي الجملة الأخرى على نابض فقط ({\displaystyle E=E_{1}}).

## حل المعادلة
من أجل نمذجة هذه الجملة، يجب أن تتحقق العلاقات الفيزيائية التالية:
من أجل الأجزاء الموصولة على التوازي: {\displaystyle \sigma _{tot}=\sigma _{1}+\sigma _{2}}، و {\displaystyle \varepsilon _{tot}=\varepsilon _{1}=\varepsilon _{2}}.
من أجل الأجزاء الموصولة على التسلسل: {\displaystyle \sigma _{tot}=\sigma _{1}=\sigma _{2}} , and {\displaystyle \varepsilon _{tot}=\varepsilon _{1}+\varepsilon _{2}}.
هذه العلاقات تساعد في ربط الإجهادات والانفعالات المختلفة في الجملة ككل وذراع ماكسويل
{\displaystyle \sigma _{tot}=\sigma _{m}+\sigma _{s_{1}}}
{\displaystyle \varepsilon _{tot}=\varepsilon _{m}=\varepsilon _{s_{1}}}
{\displaystyle \sigma _{m}=\sigma _{D}=\sigma _{s_{2}}}
{\displaystyle \varepsilon _{m}=\varepsilon _{D}+\varepsilon _{s_{2}}}
حيث تشير اللاحقات السفلية {\displaystyle M}، و{\displaystyle D}، و{\displaystyle S_{1}}، و{\displaystyle S_{2}}. إلى ماكسويل، والمخمد، والنابضين.
باستخدام هذه العلاقات، ومشتقاتها بالنسبة للزمن، والعلاقات السابقة للإجهاد- انفعال للنابض و المخمد، يمكن نمذجة الجملة كالآتي:
{\displaystyle {\frac {d\varepsilon }{dt}}={\frac {{\frac {E_{2}}{\eta }}\left({\frac {\eta }{E_{2}}}{\frac {d\sigma }{dt}}+\sigma -E_{1}\varepsilon \right)}{E_{1}+E_{2}}}} 
زمن الاسترخاء، {\displaystyle \tau }، مختلف لكل مادة ويساوي:
{\displaystyle {\frac {\eta }{E_{2}}}=\tau }
{\displaystyle {\frac {d\epsilon _{S_{total}}}{dt}}={\frac {d\epsilon _{D}}{dt}}+{\frac {d\epsilon _{S_{2}}}{dt}}}
{\displaystyle E_{2}*{\frac {d\epsilon _{S_{total}}}{dt}}=E_{2}*{\frac {d\epsilon _{D}}{dt}}+E_{2}*{\frac {d\epsilon _{S_{2}}}{dt}}}
اشتقاق قانون هوك للزنبرك بالنسبة للوقت:
{\displaystyle {\sigma _{S_{2}}}=E_{2}*\epsilon _{S_{2}}}
{\displaystyle {\frac {d\sigma _{S_{2}}}{dt}}=E_{2}*{\frac {d\epsilon _{S_{2}}}{dt}}}
تحويل قانون النبيطة:
{\displaystyle {\sigma _{D}}={\eta }*{\frac {d\epsilon _{D}}{dt}}}
{\displaystyle {\frac {d\epsilon _{D}}{dt}}={\frac {1}{\eta }}*{\sigma _{D}}}
تعويض المعادلتين في المعادلة الأولى تصبح:
{\displaystyle E_{2}*{\frac {d\epsilon _{S_{total}}}{dt}}={\frac {d\sigma _{S_{2}}}{dt}}+{\frac {E_{2}}{\eta }}*{\sigma _{D}}}
{\displaystyle E_{2}*{\frac {d\epsilon _{S_{total}}}{dt}}={\frac {d\sigma _{S_{total}}}{dt}}+{\frac {E_{2}}{\eta }}*{\sigma _{S_{total}}}}
{\displaystyle {\frac {d\sigma _{S_{total}}}{dt}}=E_{2}*{\frac {d\epsilon _{S_{total}}}{dt}}-{\frac {E_{2}}{\eta }}*{\sigma _{S_{total}}}}
اشتقاق معادلة الإجهاد للمكونات المتوازية بالنسبة للوقت:
{\displaystyle {\sigma _{Total}}={\sigma _{S_{total}}}+{\sigma _{S_{1}}}}
{\displaystyle {\frac {d\sigma _{Total}}{dt}}={\frac {d\sigma _{S_{total}}}{dt}}+{\frac {d\sigma _{S_{1}}}{dt}}}
{\displaystyle {\frac {d\sigma _{Total}}{dt}}=E_{2}*{\frac {d\epsilon _{Stotal}}{dt}}-{\frac {E_{2}}{\eta }}*{\sigma _{S_{total}}}+{\frac {d\sigma _{S_{1}}}{dt}}}
{\displaystyle {\sigma _{S_{total}}}={\sigma _{Total}}-{\sigma _{S_{1}}}}
{\displaystyle {\frac {d\sigma _{Total}}{dt}}=E_{2}*{\frac {d\epsilon _{Total}}{dt}}-{\frac {E_{2}}{\eta }}*({\sigma _{Total}}-{\sigma _{S_{1}}})+{\frac {d\sigma _{S_{1}}}{dt}}}
{\displaystyle {\frac {d\sigma _{Total}}{dt}}=E_{2}*{\frac {d\epsilon _{Total}}{dt}}-{\frac {E_{2}}{\eta }}*{\sigma _{Total}}+{\frac {E_{2}}{\eta }}*{\sigma _{S_{1}}}+{\frac {d\sigma _{S_{1}}}{dt}}}
{\displaystyle {\sigma _{S_{1}}}=E_{1}*\epsilon _{S_{1}}}
{\displaystyle {\frac {d\sigma _{Total}}{dt}}=E_{2}*{\frac {d\epsilon _{Total}}{dt}}-{\frac {E_{2}}{\eta }}*{\sigma _{Total}}+{\frac {E_{1}*E_{2}}{\eta }}*\epsilon _{S_{1}}+E_{1}*{\frac {d\epsilon _{S_{1}}}{dt}}}
{\displaystyle {\frac {d\sigma _{Total}}{dt}}+{\frac {E_{2}}{\eta }}*{\sigma _{Total}}=E_{2}*{\frac {d\epsilon _{Total}}{dt}}+{\frac {E_{1}*E_{2}}{\eta }}*\epsilon _{S_{1}}+E_{1}*{\frac {d\epsilon _{S_{1}}}{dt}}}
{\displaystyle {\sigma _{Total}}={\sigma }}
{\displaystyle \epsilon _{S_{1}}=\epsilon _{Total}=\epsilon }
فتصبح المعادلة:
{\displaystyle {\frac {d\sigma }{dt}}+{\frac {E_{2}}{\eta }}*{\sigma }=(E_{1}+E_{2})*{\frac {d\epsilon }{dt}}+{\frac {E_{1}*E_{2}}{\eta }}*{\epsilon }}
أو بأسلوب النقطة:
{\displaystyle {\dot {\sigma }}+{\frac {E_{2}}{\eta }}*{\sigma }=(E_{1}+E_{2})*{\dot {\epsilon }}+{\frac {E_{1}*E_{2}}{\eta }}*{\epsilon }}

## اقرأ أيضا
- نموذج مواد ماكسويل
- نموذج مواد كلفن فويغت